# Hymenolepis nana
Hymenolepis nana es una especie de parásito de la clase Cestoda (céstodos en español) (similar a la tenia) que mide de 15 a 40 mm. Es el céstodo con mayor prevalencia y afecta preferentemente a los niños. Infecta a seres humanos y roedores, causando la himenolepiasis. La infección severa del individuo puede causar fuerte diarrea, pérdida de peso, desnutrición, deshidratación y fuerte dolor abdominal. Es el único ciclofilídeo que infecta a las personas sin necesidad de un huésped intermediario.

## Ciclo biológico

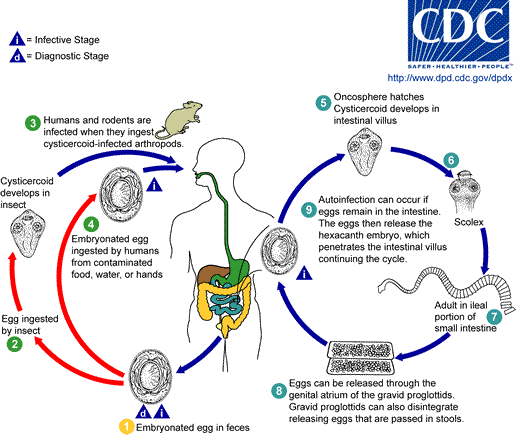
Ciclo biológico de Hymenolepis nana

Sus huevos pueden sobrevivir más de 10 días en un ambiente externo. Cuando son ingeridos por medio de agua contaminada, vegetales crudos, o manos contaminadas por heces, son llevados hasta la mucosa intestinal de humanos y roedores, donde las oncosferas (contenida en el huevo) salen y se transforman en cercocystis, o bien son ingeridos por cucarachas, desarrollándose cisticercoides, siendo la vida media de estos de 4 a 6 semanas. Posteriormente estas larvas desarrollan el escólex y se transforman en tenias adultas en la porción ileal del intestino delgado, a excepción del caso de las cucarachas, que deberán pasar a uno de los hospedadores definitivos (humanos o roedores). Por último, los huevos son expulsados a través del poro genital de las proglótides grávidas (las cuales se desintegran), pasando estos a las heces.

## Presencia
Su infección ocurre en todo el mundo. Dándose con mayor frecuencia en el sur de los Estados Unidos, América Latina, en la India, Oriente Medio, Australia y países del Mediterráneo.
En regiones de clima templado la infección en niños es muy alta siendo estos, en general, más susceptibles a ese tipo de tenia; en niños desnutridos su manifestación es más intensa.

## Cuadro clínico
Producen la Himenolepiasis, la cual provoca agitación, insomnio, irritabilidad, síntomas nerviosos, etc. Acción refleja y liberación de toxina: excitación del córtex cerebral: ataques epilépticos. Gran producción de mucosidad con acción inmunológica específica (humoral y celular), eosinofilia.
En noviembre de 2015, médicos de Colombia y EE. UU. publicaron un artículo en la revista The New England Journal of Medicine notificando que este parásito puede transmitir el cáncer a humanos. El único caso conocido hasta el momento sucedió en Medellín (Colombia), con un paciente cuyo sistema inmune estaba debilitado por el VIH.

## Diagnóstico
Se hace a través de la identificación microscópica de los huevos en las heces, debiéndose repetir el examen cuantas veces sean necesarias para cerrar el diagnóstico.

## Tratamiento
Aviso médico
El tratamiento es eficaz con los medicamentos praziquantel, Teniacid o niclosamida.